# Wiglas von Schindel (søofficer)
 Der er flere personer med dette navn, se Wiglas von Schindel (overhofmester).
Wiglas von Schindel (9. juni 1684 – 10. juli 1756) var en dansk søofficer, bror til Charlotte Helene von Schindel og Heinrich Leopold von Schindel.
Han var søn af overhofmester Wiglas von Schindel, blev sekondløjtnant i Marinen 1703, premierløjtnant 1706, kaptajnløjtnant 1709, kaptajn 1710, kommandørkaptajn 1711, kommandør 1715, schoutbynacht (kontreadmiral) 1717, viceadmiral 1720 og virkelig admiral 1735. 10. juli 1756 døde han ugift.
1706-08 var Schindel i udenlandsk krigstjeneste. Ved krigens udbrud blev han 1710 chef for linjeskibet Venden og deltog med dette i Gyldenløves slag på Køge Bugt. I alle de påfølgende krigsår førte han stadig skibe, bl.a. 1711 Delmenhorst i Hans Knoffs eskadre til Norge, 1712 Laaland, med hvilket han deltog i Gyldenløves kamp i september under Rygen, ved hvilken lejlighed den svenske transportflåde ødelagdes, 1715 Fyn; han deltog da i Christian Carl Gabels slag mod den yngre Wachtmeister på Kolberger Heide og udmærkede sig. 1718 var han eskadrechef og havde som sådan nogle mindre sammenstød med den svenske flåde. Efter krigens afslutning fik han 1720 sæde i Admiralitetet. 1722 ansattes han som indrulleringschef i Fyns og Langelands distrikt; 1721 blev han tillige medlem af Tøjhuskommissionen. 1723 og 1725 rejste han til Tyskland i anledning af en arvesag. 1726 var han medlem af Regnskabskommissionen, 1742 deltog han i Søkrigsartiklernes affattelse; det påfølgende år kom han ved arv i besiddelse af godset Bernstadt i Schlesien. Ved Admiralitetets ophævelse 1746 udtrådte han af dette og kom ikke senere i praktisk virksomhed.